# Сантарем (Бразил)
Сантарем (порт. Santarém) град је у Бразилу у савезној држави Пара. Према процени из 2007. у граду је живело 274.285 становника.

## Становништво
Према процени из 2007. у граду је живело 274.285 становника.
| 1991.   | 2000.   |
| ------- | ------- |
| 265,062 | 262,538 |